# 普里莫日·彼得卡
普里莫日·彼得卡（1979年2月28日—），斯洛文尼亚男子跳台滑雪运动员。他曾代表斯洛文尼亚参加1998年、2002年和2006年冬季奥林匹克运动会跳台滑雪比赛，其中2002年冬季奥运会获得一枚铜牌。